# Regionale Omroep Zuid

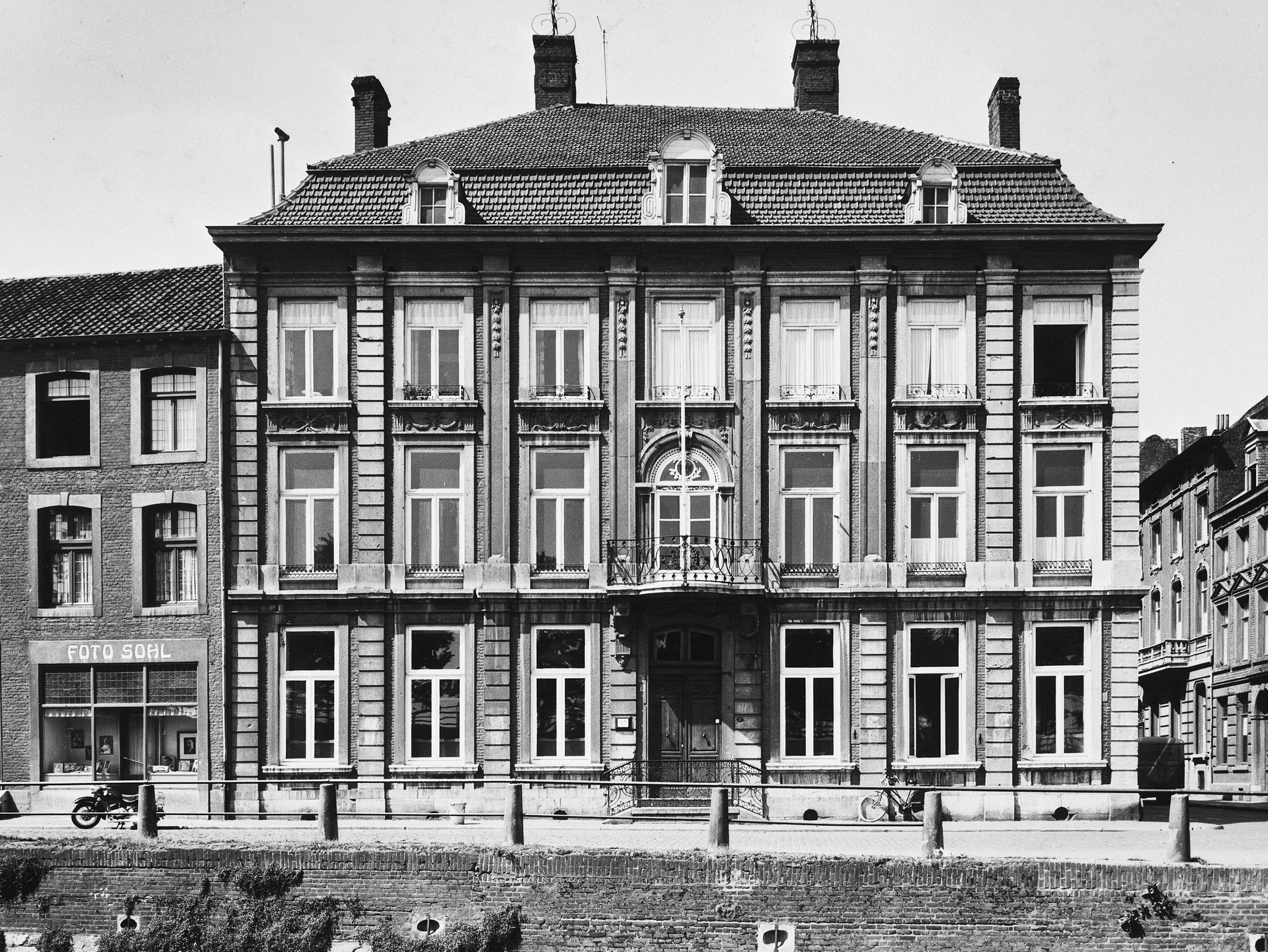
Het gebouw van de ROZ aan de Van Hasseltkade 20 in 1957

De Regionale Omroep Zuid, afgekort ROZ, was van 24 december 1945 tot en met 1 januari 1988 de regionale omroep in de provincie Limburg.

## Geschiedenis

### Voorgeschiedenis
Tijdens de Duitse bezetting waren de gevestigde omroeporganisaties AVRO, KRO, NCRV, VARA en VPRO door de Duitse bezetters opgeheven. Nederland kende slechts één algemene omroep die door de Duitse bezetters geleid werd. Echter de Nederlandse regering in ballingschap in Londen maakte plannen voor een nieuw omroepbestel dat, nadat de oorlog ten einde was gekomen, in plaats diende te komen van het vooroorlogse omroepbestel. Op 3 oktober 1944 begon Radio Herrijzend Nederland met haar uitzendingen vanuit het inmiddels bevrijde Eindhoven. Het station stond onder het beheer van het Militair Gezag dat als kerntaak had de terugkeer van het civiele bestuur. Direct na het einde van de oorlog begonnen dan ook gesprekken met vertegenwoordigers van de bestaande omroepen. Deze gesprekken verliepen in een zeer gespannen sfeer, zeker nadat kapitein H.J. van den Broek, hoofd van de Sectie Radio van het Militair Gezag de overdracht eiste van de Hilversumse radiostudio's aan het Militair Gezag. De in Londen gemaakte plannen, uitgaande van een centrale zendgemachtigde met regionale vertakkingen, vielen bij de bestaande omroepen niet in goede aarde. Ondanks dit verzet hield de minister van Onderwijs, Kunsten en Wetenschap, G. van der Leeuw vast aan zijn voornemen. Omdat men met het MG en de omroepen nog altijd niet tot overeenstemming waren gekomen, bleef Radio Herrijzend Nederland uitzenden. Wel verzorgden de omroepen, zonder hun omroepnaam te noemen programma's op deze zender. Immers er was géén enkele andere omroep in Nederland.
De Provincie Limburg zou als proeftuin gaan dienen voor de eerste regionale aftakking van de nationale omroep. In Limburg heerste namelijk onrust in de kolenbekkens. Dit als gevolg van een falend zuiveringsbeleid, gebrek aan voedsel, kleding en schoeisel en beroerde werkomstandigheden. Door een regionale aftakking van de landelijke omroep in het leven te roepen kon de overheid de inwoners van de provincie Limburg op een uiterst makkelijke manier bereiken en negatieve berichten uit de wereld helpen.

### Regionale Omroep Zuid (1945-1988)
Op 24 december 1945 verzorgde de Regionale Omroep Zuid, als onderdeel van Radio Herrijzend Nederland en onder toezicht van het Militair Gezag, de eerste uitzending. Intussen waren de bestaande omroepen, de Nederlandse regering en het Militair Gezag uit een impasse geraakt, en werd Radio Herrijzend Nederland begin 1946 vervangen door de Stichting Radio Nederland in den Overgangstijd, beheerd door de voorzitters van de vijf vooroorlogse omroepen, vier afgevaardigden uit de culturele, kerkelijke en politieke sector, twee afgevaardigden uit de regering en enkele afgevaardigden van de ROZ en de begin 1946 opgerichte Regionale Omroep Noord (RON). Een jaar later kregen de plannen van minister Van den Broek gestalte in de vorm van de oprichting van de Nederlandse Radio Unie, die, na rechtsherstel van de bestaande omroepen, de verantwoordelijkheid kreeg voor het verzorgen van een gezamenlijk programma. Omdat de regionale omroepen onderdeel waren van de NRU en later van de NOS, kon men beschikken over de meest professionele apparatuur. De bestaande omroepen brachten hun koren, orkesten, studio's, reportagewagens etc. onder in de nieuwe overkoepelende instelling. Hiermee behoorden de twee Nederlandse regionale omroepen rechtstreeks tot de NRU. In 1969 ging de NRU en de Nederlandse Televisie Stichting (NTS) op in de Nederlandse Omroep Stichting.
Bij het in werking treden van de nieuwe Mediawet in 1969, waarin NRU en NTS verdergingen als NOS, was ook bepaald dat in een provincie twee typen regionale omroepen mogelijk waren. De artikel 47a variant ging uit van een onder de NOS-vlag varende regionale omroep (ROZ, Omrop Fryslân, RONO). De artikel 47b variant ging uit van een voor de regio representatieve variant. Het provinciebestuur van Noord-Brabant had in 1976 gebruikgemaakt van de artikel 47b variant bij de oprichting van Omroep Brabant. Omdat enkele prominente Limburgers van mening waren dat de Limburgse regionale omroep niet vanuit Hilversum bestuurd diende te worden, maar vanuit Limburg zelf richtte men op 21 februari 1981 de Stichting Regionale Omroep Limburg (SROL) op die de taken van de ROZ wenste over te nemen. Door tegenwerking van zowel de NOS als van de provincie strandden deze plannen vroegtijdig. Echter, het tij was gekeerd en in Hilversum besefte men dat men te ver af stond van hetgeen in de provincies gebeurde waar men de scepter zwaaide over de regionale omroepen.

### Omroep Limburg (1988-1999)
In 1983 begon de NOS het moeizame proces van verzelfstandiging van de regionale omroepen. Nadat verschillende varianten waren besproken, kozen de ROZ, NOS en de provincie Limburg ervoor om bestuurlijke taken vanuit Hilversum over te hevelen naar de provincie en de omroep te verzelfstandigen in de nieuw opgerichte Stichting Omroep Limburg (OL). Op 16 december 1987 verleende de toenmalige minister van WVC, Elco Brinkman, Omroep Limburg met ingang van 2 januari 1988 wekelijks 21 uur en 51 minuten zendtijd.
Studio's, apparatuur en eventueel bij de regionale omroepen gestalde NOS-reportagewagens werden kosteloos overgedragen aan de nieuwe zendgemachtigde. Deze overdracht hield in dat de door de ROZ ten behoeve van een kerstuitzending uit Hilversum overgekomen grote en kleine reportagewagen geheel gratis overging naar Omroep Limburg. Later zijn beide reportagewagens ingeruild voor andere apparatuur, en gingen deze wagens terug naar Hilversum alwaar deze werden toegevoegd aan het reportagewagenpark van het pas opgerichte Nederlands Omroepproduktie Bedrijf (NOB). Omroep Limburg is nog altijd de zendgemachtigde en laat de programma's verzorgen door L1.

## Huisvesting en zendmasten
Vanaf de start in 1945 tot het voorjaar van 1979 was de omroep gehuisvest in een oud herenhuis aan de Van Hasseltkade in het centrum van Maastricht.
Begin 1977 werd een begin gemaakt met de nieuwbouw aan de Bankastraat in de Maastrichtse wijk Mariaberg. Deze studio werd door het facilitair bedrijf van de NOS gebouwd als eerste nieuwbouwstudio in Nederland bestemd voor een regionale omroep. De overige studio's van de regionale omroepen van de NOS waren alle gehuisvest in bestaande gebouwen. Begin 1979 kon het nieuwe gebouw in gebruik worden genomen. Opmerkelijk was dat de grote studio in het nieuwe gebouw geschikt was voor het maken van televisie-uitzendingen. Deze studio had voldoende hoogte voor het aanbrengen van een lichtplafond. De ROZ zou echter nooit met regionale televisie beginnen. Na 2005, toen de opvolger van de ROZ - L1 Radio en Televisie - naar Amby verhuisde, maakte het poppodium Muziekgieterij enige jaren gebruik van het gebouw.
De omroep maakte aanvankelijk gebruik van een zendmast van het Amerikaanse leger; later werd uitgezonden via de 50kW-zendmast op de Emmaberg (zendmast Hulsberg, op frequentie 95,3 MHz FM) en de 100kW-mast in Roermond (op 100,3 MHz FM).

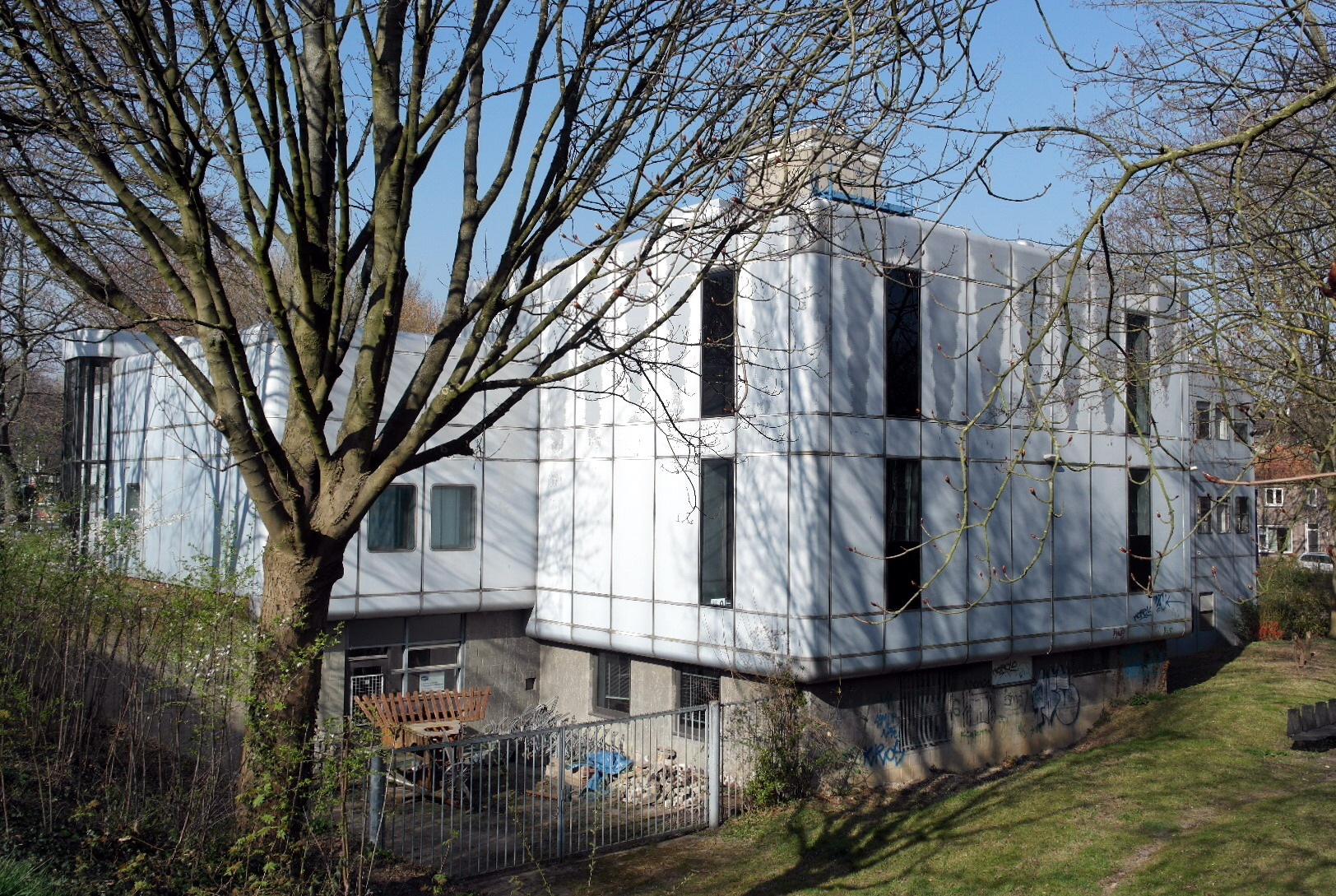
ROZ-gebouw, Tongerseweg
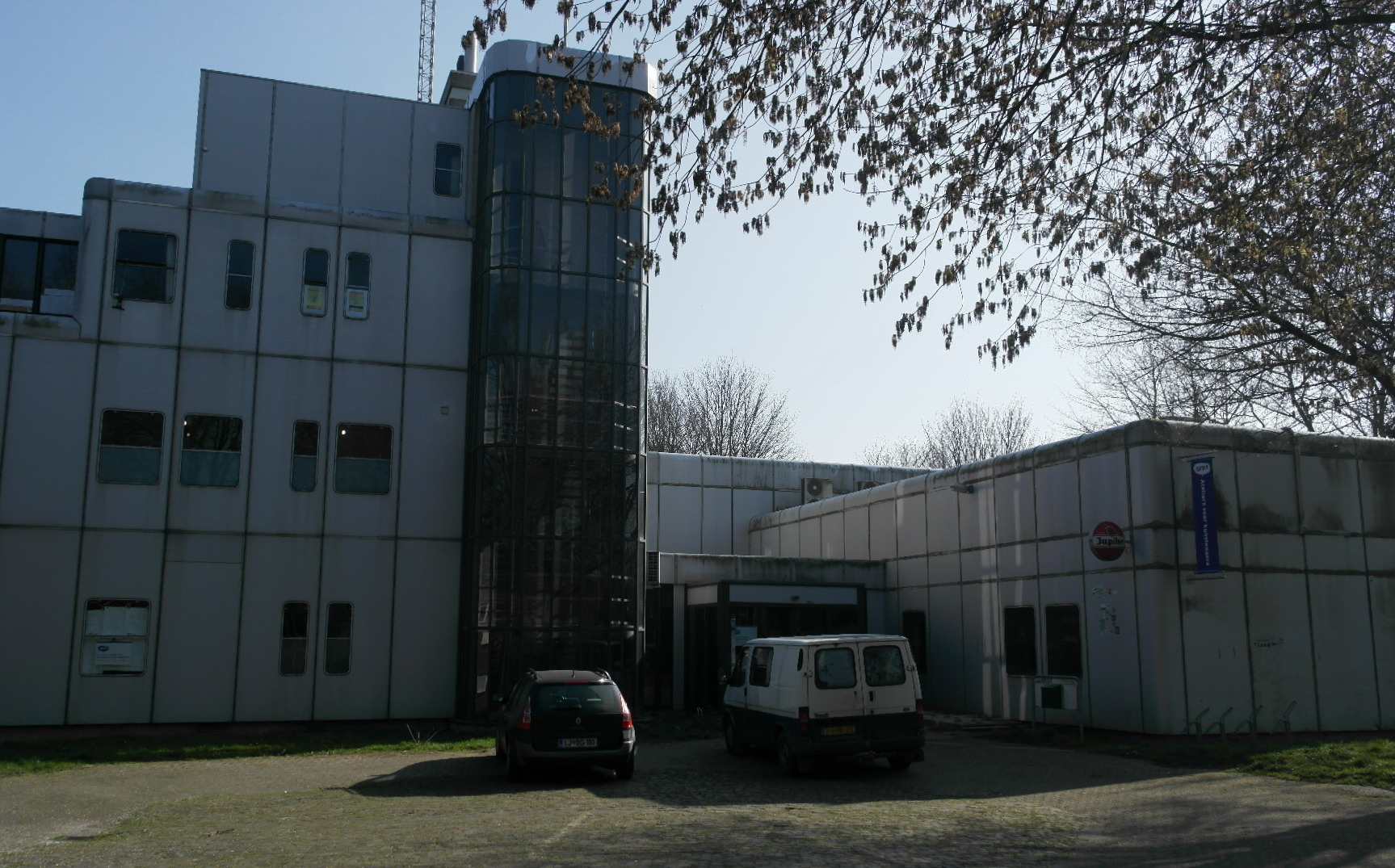
ROZ-gebouw, ingang Bankastraat
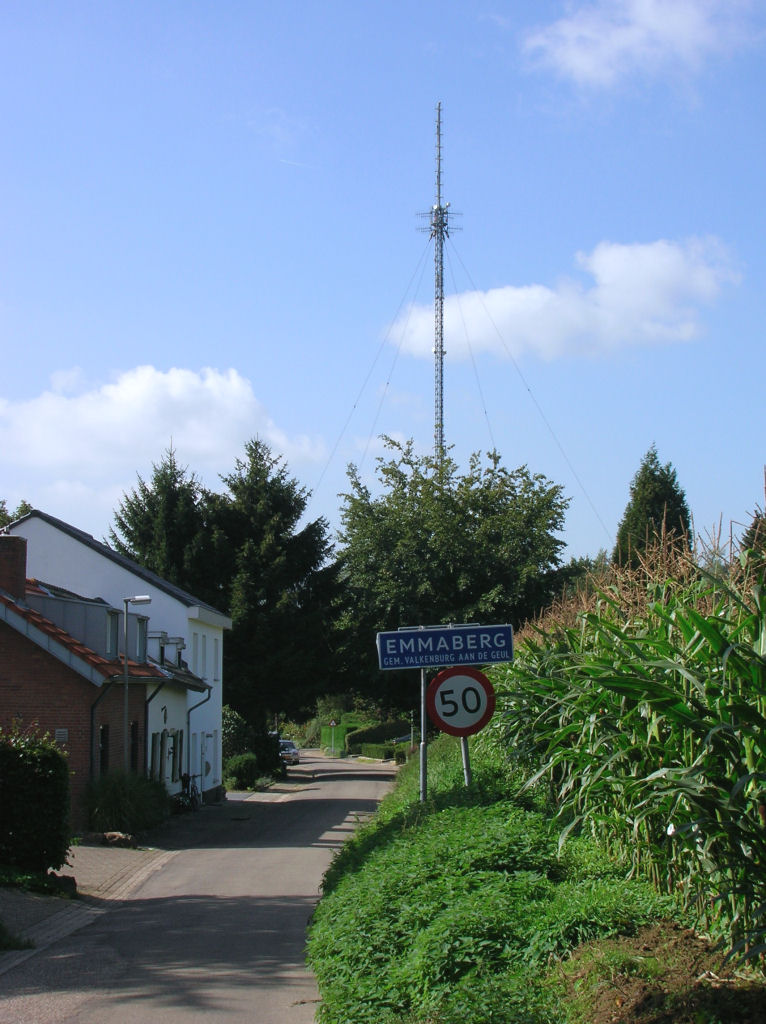
Zendmast Emmaberg (Hulsberg)
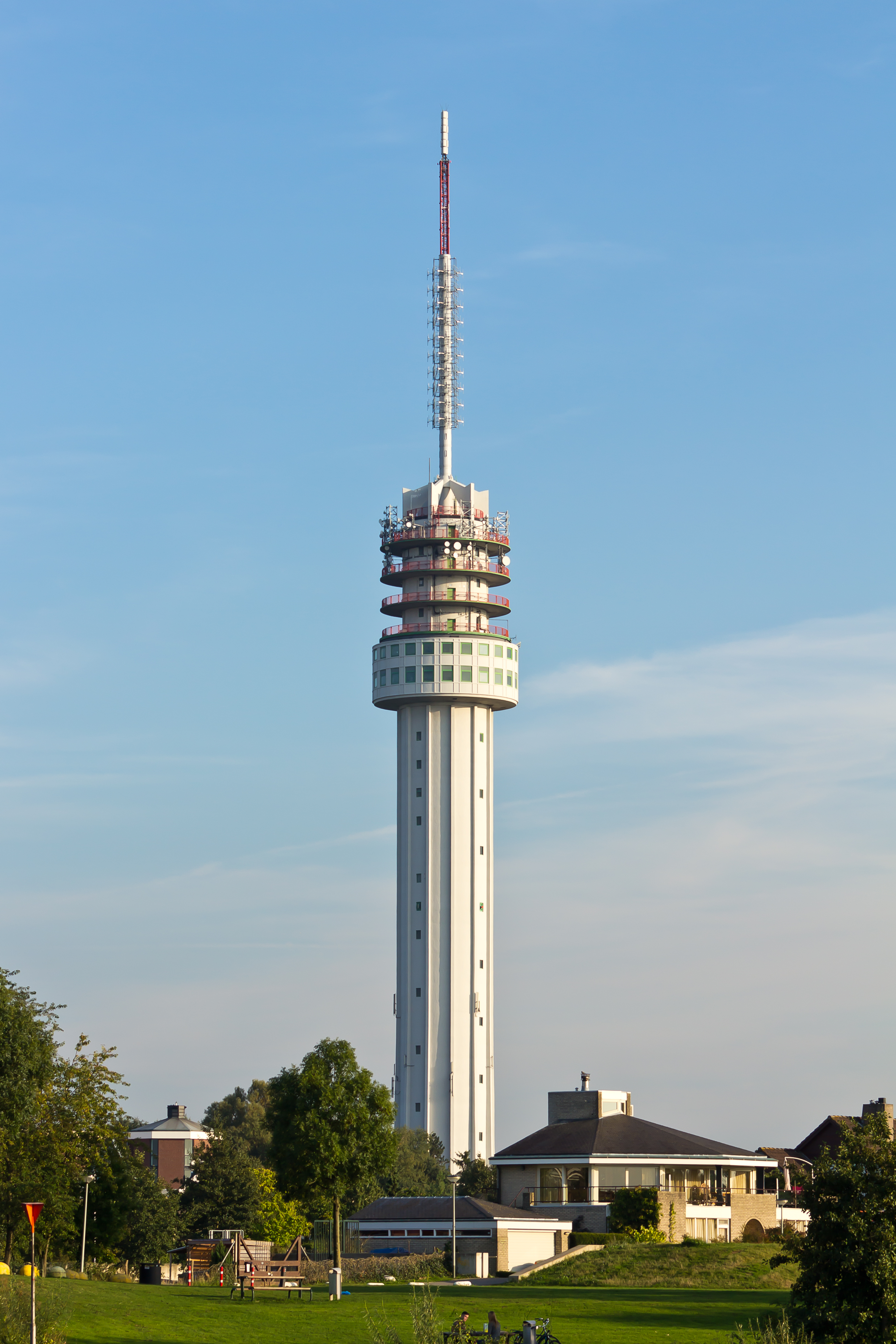
Zendtoren Roermond

## Herkenbaarheid
De aankondiging "Hier Maastricht, de Nederlandse Omroep Stichting met een programma verzorgd door de Regionale Omroep Zuid" was jarenlang de herkenbare openingszin van de ROZ-radio-uitzendingen. De aankondiging werd voorafgegaan door een door Dick Raaijmakers geschreven bewerking van het Limburgs volkslied, dat uitgevoerd en opgenomen was in een door Philips in Eindhoven ingerichte studio voor elektronische muziek.

## Bekende ROZ-programma's
- Speulentere
- Limburg Airlines
- Hubert on the Air
- ROZ Klassiek
- Limburg Aktueel (in de wandelgangen afgekort tot LIA; de enige programmatitel die meeging naar Omroep Limburg)

## Bekende oud-medewerkers
- Hubert van Hoof
- Twan Huys
- Felix Meurders